# بورت دو فانف (مترو باريس)
بورت دو فانف (بالفرنسية: Porte de Vanves)‏ هي محطة مترو تابعة لمترو باريس تقع في فرنسا في الدائرة الرابعة عشرة في باريس.[بحاجة لمصدر]